# Nieftianik Almietjewsk
Nieftianik Almietjewsk (ros. Нефтяник Альметьевск) – rosyjski klub hokeja na lodzie z siedzibą w Almietjewsku.

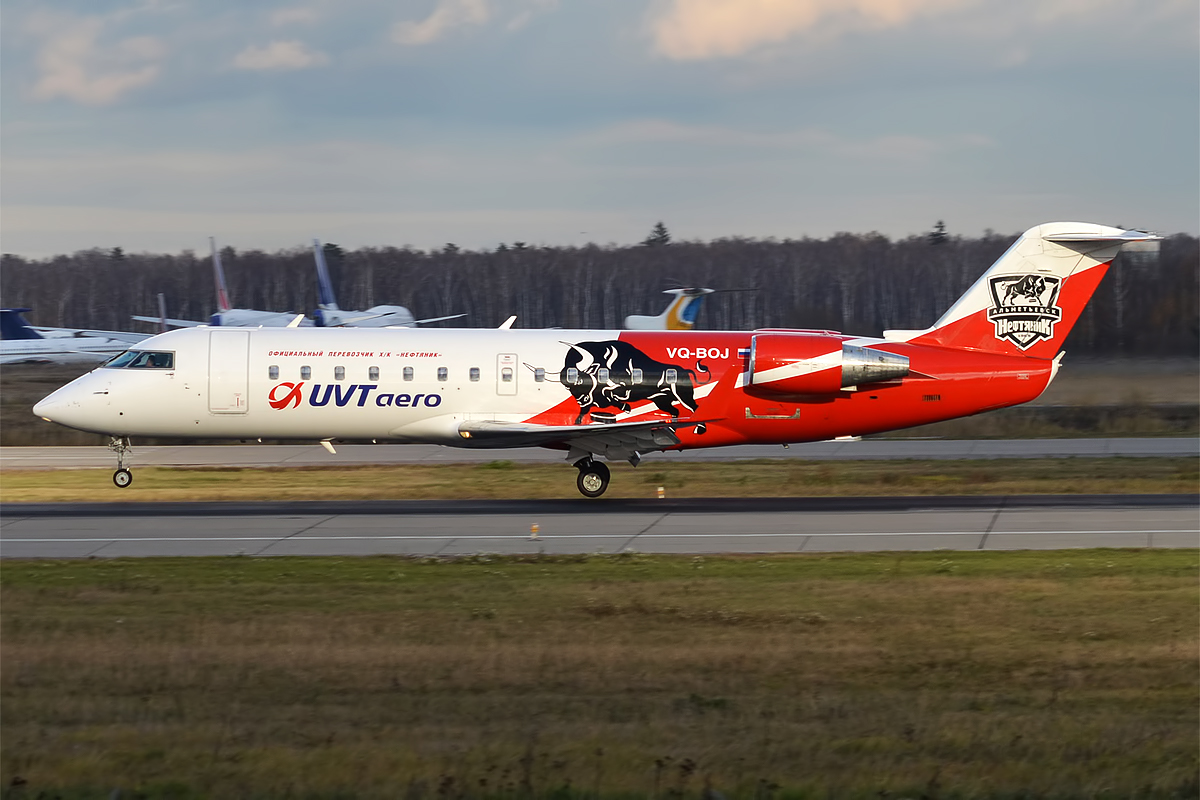
Logo klubu na stateczniku samolotu linii UVT Aero

## Historia
Dotychczasowe nazwy
- Sputnik Almietjewsk (1965-1986)
- Nieftianik Almietjewsk (1986-)

Klub został drużyną farmerską dla klubu Ak Bars Kazań, występującego w KHL. Oba kluby sponsoruje koncern naftowy Tatnieft.
Zespołem farmerskim dla Nieftianika został Sputnik Almietjewsk, występujący w rozgrywkach MHL-B, RHL, MHL. Drużynami juniorskimi zostały z rozgrywek MHL: Bars Kazań (do 2014) i Irbis Kazań (do 2014 w MHL-B.

## Sukcesy
- Złoty medal wyższej ligi: 1998, 2000
- Finał o Puchar Bratina: 2011
- Srebrny medal WHL: 2011
- Puchar Bratina → Pietrowa: 2016, 2024
- Złoty medal WHL: 2016, 2024
- Brązowy medal WHL: 2018